# Federàtsia (nau espacial)

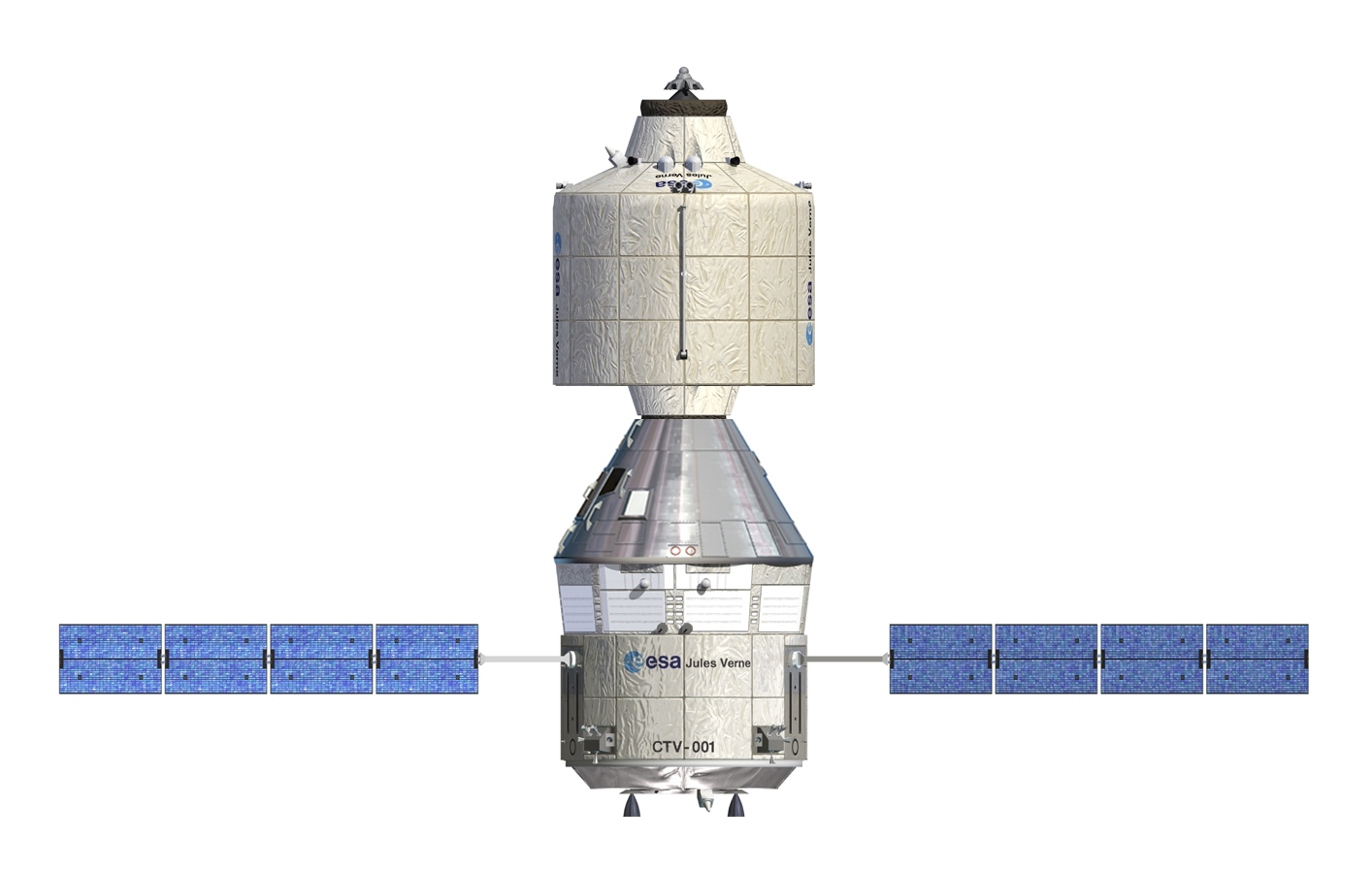
Disseny anteriorment proposat pel CSTS

Federàtsia (rus: Федерация, que significa 'Federació'), anteriorment anomenat PPTS (Перспективная Пилотируемая Транспортная Система, transcrit: Perspektivnaya Pilotiruemaya Transportnaya Sistema, que significa Sistema de transport pilotat de nova generació) és un projecte a càrrec de l'Agència Espacial Federal Russa per desenvolupar una nova generació de naus espacials.
El seu nom oficial és Pilotiruemi Trànsportni Korabl Nóvogo Pokolénia o PTK NP que significa "nau de transport pilotada de nova generació". L'objectiu del projecte és desenvolupar una nova generació de naus espacials per reemplaçar l'envellida nau Soiuz que va ser desenvolupada per l'antiga Unió Soviètica més de quaranta anys enrere. El projecte PPTS es va iniciar després que fallessin els plans de Rússia de col·laborar amb Europa en el desenvolupament del Crew Space Transportation System (CSTS, fins a mitjan 2006 denominat ACTS). Després d'això l'agència russa va ordenar a la indústria espacial local finalitzar la proposta per a la nova nau tripulada.

## Llançadora
A principis de 2009 aparentment es va iniciar una proposta formal a nivell industrial per al desenvolupament de la llançadora tripulada per transportar el PPTS.
Encara que l'agència ha retardat l'anunci del candidat guanyador, a Rússia moltes fonts no oficials mantenen que TsSKB Progress, amb seu a Samara i KB Mashinostroenia, liderarà el desenvolupament del nou coet.
Es creu que la llançadora tindrà tres acceleradors com a primera etapa, cadascun equipat amb potents motors RD-180, que cremarà una barreja d'oxigen líquid i querosè. El motor va ser originalment desenvolupat per NPO Energomash, amb seu a Moscou, per al coet americà Atlas V i el seu rendiment fins avui ha estat impecable.
La segona etapa del nou coet tripulat lluirà probablement un parell de motors RD-0124, actualment en ús pel coet Soiuz-2. Així, ambdues etapes de la futura llançadora estarien equipades amb les més modernes plantes d'energia existents, reduint enormement el cost i el risc de tot el projecte.